# Hrabstwo Allen (Kentucky)
Hrabstwo Allen (ang. Allen County) – hrabstwo w stanie Kentucky w Stanach Zjednoczonych. Obszar całkowity hrabstwa obejmuje powierzchnię 352,04 mil² (911,78 km²). Według spisu United States Census Bureau w roku 2010 miało 19 956 mieszkańców.
Hrabstwo powstało w 1815 roku. 
Na jego terenie znajduje się miejscowość Scottsville.
Hrabstwo należy do nielicznych hrabstw w Stanach Zjednoczonych należących do tzw. dry county, czyli hrabstw gdzie decyzją lokalnych władz obowiązuje całkowita prohibicja.

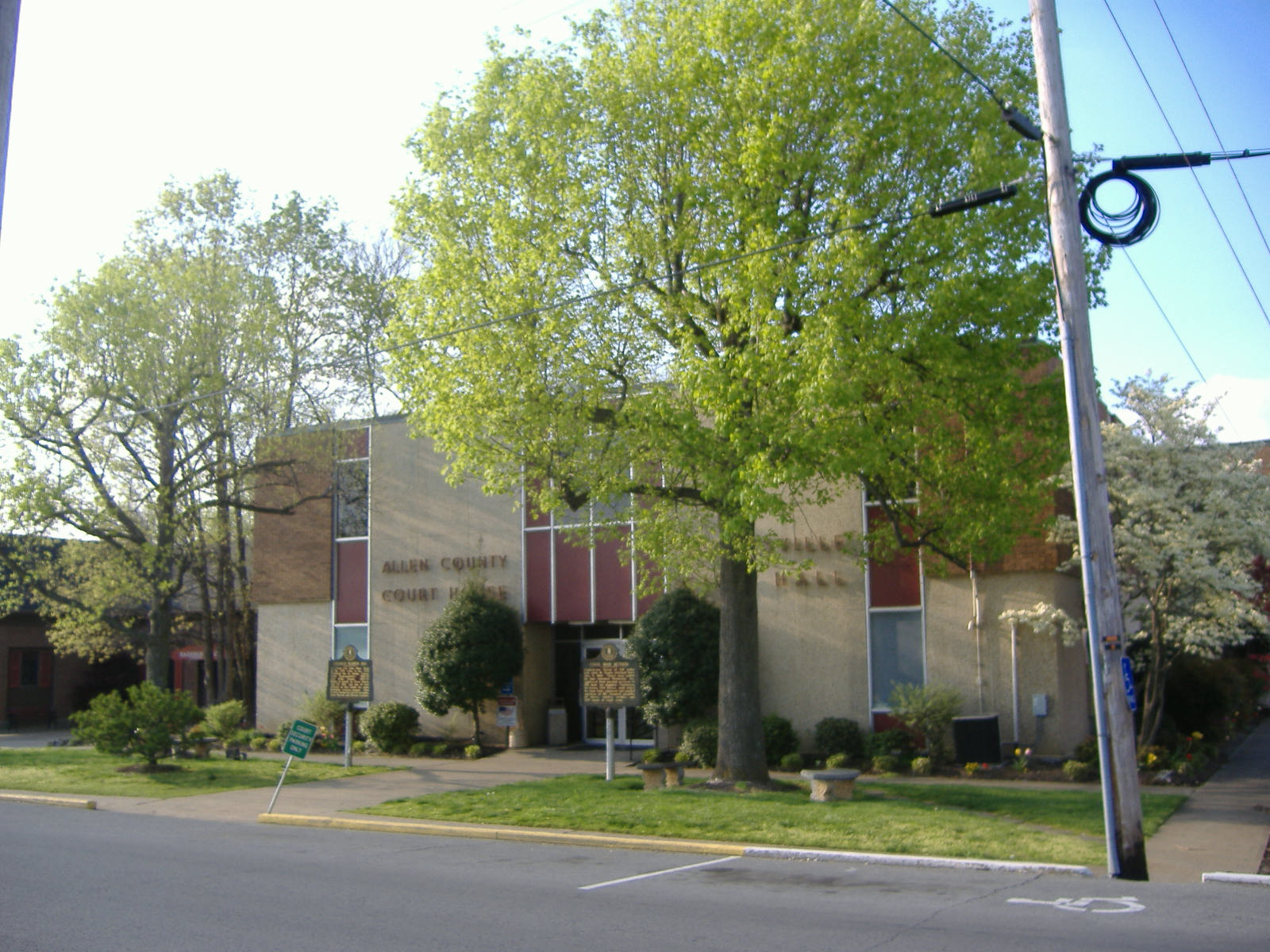
Budynek administracji (courthouse) w Scottsville

| Populacja hrabstwa w poprzednich latach | Populacja hrabstwa w poprzednich latach |
| Rok                                     | Liczba ludności                         |
| --------------------------------------- | --------------------------------------- |
| 1980                                    | 14 048                                  |
| 1990                                    | 14 628                                  |
| 2000                                    | 17 800                                  |
| 2010                                    | 19 956                                  |